# The Best in the World Pack
Albums de Drake
Scorpion
(2018) Care Package
(2019)
Singles
1. Omertà
Sortie : 15 juin 2019
2. Money In The Grave (featuring Rick Ross)
Sortie : 15 juin 2019

The Best in the World Pack est le troisième EP du rappeur Drake, il contient deux singles. Ce projet a été dévoilé au public par les réseaux sociaux après la victoire des Raptors de Toronto lors des Finales NBA.

## Liste des titres
| 1.   | Omertà                               | Aubrey Graham | Boi-1da, 40, Cardo, Yung exclusive | 3:40 |
| 2.   | Money In The Grave (feat. Rick Ross) | Graham        | Boi-1da                            | 3:25 |
| 7:05 |                                      |               |                                    |      |